# Aedes daisetsuzanus
Aedes daisetsuzanus är en tvåvingeart som beskrevs av Tanaka, Mizusawa och Saugstad 1979. Aedes daisetsuzanus ingår i släktet Aedes och familjen stickmyggor. Inga underarter finns listade i Catalogue of Life.